# Udinese Calcio 1982-1983
Questa voce raccoglie le informazioni riguardanti l'Udinese Calcio nelle competizioni ufficiali della stagione 1982-1983.

## Stagione
Nella stagione 1982-1983 dopo tre salvezze stentate, nel campionato di Serie A l'Udinese raccoglie un ottimo sesto posto finale, mancando per tre punti la qualificazione in Coppa UEFA. Con 20 pareggi su 30 gare, i friuliani stabiliscono il record per i tornei di serie A a 16 squadre.
In Coppa Italia la squadra viene invece eliminata nel primo turno nell'ottavo girone di qualificazione, giungendo terza in un gruppo a sei squadre che ha promosso agli ottavi Bari e Inter.

## Divise e sponsor

Il neoacquisto Ivica Šurjak in azione con la seconda divisa giallonera.

La livrea delle divise restò invariata rispetto alla stagione precedente: le uniche differenze riguardarono l'eliminazione dello sponsor Zanussi, sostituito da quello tecnico, ovvero Americanino.
| Casa | Trasferta |

## Organigramma societario
Area direttiva
- Presidente: Lamberto Mazza
- Amministratore delegato: Franco Dal Cin

Area organizzativa
- Segretario: Gianfranco Salciccia

Area tecnica
- Allenatore: Enzo Ferrari
- Allenatore in seconda: Narciso Soldan
- Allenatore Primavera: Giovanni Galeone
- Preparatore atletico: Cleante Zat

Area sanitaria
- Medici sociali: Fausto Bellato e Giuseppe Girola
- Massaggiatori: Luigi Bertocco e Gianfranco Casarsa

## Rosa
| N. |                    | Ruolo | Calciatore         |
| -- | ------------------ | ----- | ------------------ |
|    | Italia (bandiera)  | P     | Fausto Borin       |
|    | Italia (bandiera)  | P     | Roberto Corti      |
|    | Italia (bandiera)  | P     | Carlo Della Corna  |
|    | Italia (bandiera)  | D     | Cesare Cattaneo    |
|    | Brasile (bandiera) | D     | Edinho             |
|    | Italia (bandiera)  | D     | Dino Galparoli     |
|    | Italia (bandiera)  | D     | Franco Pancheri    |
|    | Italia (bandiera)  | D     | Francesco Siviero  |
|    | Italia (bandiera)  | D     | Attilio Tesser     |
|    | Italia (bandiera)  | C     | Franco Causio      |
|    | Italia (bandiera)  | C     | Andrea Cecotti     |
|    | Italia (bandiera)  | C     | Vincenzo Chiarenza |

| N. |                       | Ruolo | Calciatore          |
| -- | --------------------- | ----- | ------------------- |
|    | Italia (bandiera)     | C     | Manuel Gerolin      |
|    | Italia (bandiera)     | C     | Dino Lanaro         |
|    | Italia (bandiera)     | C     | Massimo Mauro       |
|    | Italia (bandiera)     | C     | Paolo Miano         |
|    | Italia (bandiera)     | C     | Angelo Orazi        |
|    | Italia (bandiera)     | C     | Giorgio Papais      |
|    | Italia (bandiera)     | A     | Giorgio De Giorgis  |
|    | Italia (bandiera)     | A     | Gino Masolini       |
|    | Italia (bandiera)     | A     | Paolino Pulici      |
|    | Jugoslavia (bandiera) | A     | Ivica Šurjak        |
|    | Italia (bandiera)     | A     | Pietro Paolo Virdis |

## Calciomercato

### Sessione estiva
| Acquisti | Acquisti            | Acquisti            | Acquisti                |
| R.       | Nome                | da                  | Modalità                |
| -------- | ------------------- | ------------------- | ----------------------- |
| P        | Roberto Corti       | Cagliari            | definitivo              |
| D        | Edinho              | Fluminense          | definitivo              |
| C        | Massimo Mauro       | Catanzaro           | definitivo (2 mld £)    |
| A        | Paolino Pulici      | Torino              | svincolato              |
| A        | Ivan Surjak         | Paris Saint-Germain | definitivo              |
| A        | Pietro Paolo Virdis | Juventus            | definitivo (1.65 mld £) |

| Cessioni | Cessioni           | Cessioni  | Cessioni   |
| R.       | Nome               | a         | Modalità   |
| -------- | ------------------ | --------- | ---------- |
| D        | Marco Billia       | Monza     | definitivo |
| D        | Luigi De Agostini  | Catanzaro | prestito   |
| D        | Orlando Pereira    | -         | ritiro     |
| C        | Livio Pin          | Como      | definitivo |
| A        | Roberto Bacchin    | Catanzaro | definitivo |
| A        | Gianfranco Cinello | Como      | definitivo |
| A        | Carlo Muraro       | Inter     | definitivo |
| A        | Maurizio Trombetta | Catanzaro | definitivo |

### Sessione autunnale
| Acquisti | Acquisti           | Acquisti | Acquisti |
| R.       | Nome               | da       | Modalità |
| -------- | ------------------ | -------- | -------- |
| C        | Vincenzo Chiarenza | Lazio    | prestito |

| Cessioni | Cessioni       | Cessioni | Cessioni |
| R.       | Nome           | a        | Modalità |
| -------- | -------------- | -------- | -------- |
| C        | Giorgio Papais | Monza    | prestito |

## Risultati

### Serie A

#### Girone di ndata
| Napoli 12 settembre 1982 1ª giornata | Napoli            | 0 – 0 | Udinese | Stadio San Paolo\| Arbitro: \| Pairetto (Torino) \| |
| Arbitro:                             | Pairetto (Torino) |       |         |                                                     |

| Arbitro: | Bianciardi (Siena) |

|                   |           |               |
| Causio 30’ (rig.) | Marcatori | 81’ Marchetti |

| Arbitro: | Mattei (Macerata) |

|                      |           |                 |
| Antognoni 26’ (rig.) | Marcatori | 63’, 73’ Pulici |

| Arbitro: | Paparesta (Bari) |

|                                      |           |                          |
| Causio 43’ (rig.) Dossena 53’ (aut.) | Marcatori | 17’ Hernández 75’ Borghi |

| Arbitro: | Magni (Bergamo) |

|                                       |           |  |
| Pircher 19’ De Vecchi 52’ Boldini 77’ | Marcatori |  |

| Udine 17 ottobre 1982 6ª giornata | Udinese           | 0 – 0 | Juventus | Stadio Friuli\| Arbitro: \| Bergamo (Livorno) \| |
| Arbitro:                          | Bergamo (Livorno) |       |          |                                                  |

| Arbitro: | Altobelli (Roma) |

|                                  |           |                                        |
| Antonelli 55’ Iachini 83’ (rig.) | Marcatori | 20’ (rig.) Edinho 34’ Tesser 66’ Orazi |

| Udine 31 ottobre 1982 8ª giornata | Udinese          | 0 – 0 | Verona | Stadio Friuli\| Arbitro: \| Casarin (Milano) \| |
| Arbitro:                          | Casarin (Milano) |       |        |                                                 |

| Arbitro: | Mattei (Macerata) |

|            |           |            |
| Šurjak 81’ | Marcatori | 22’ Falcão |

| Arbitro: | Pieri (Genova) |

|               |           |  |
| Piraccini 10’ | Marcatori |  |

| Arbitro: | Vitali (Bologna) |

|            |           |                   |
| Šurjak 56’ | Marcatori | 53’ (rig.) Casale |

| Arbitro: | Menegali (Roma) |

|               |           |                                 |
| Scanziani 75’ | Marcatori | 12’ Pulici 62’ Mauro 78’ Causio |

| Arbitro: | Redini (Pisa) |

|                 |           |                   |
| Bivi 44’ (rig.) | Marcatori | 39’ (rig.) Edinho |

| Udine 2 gennaio 1983 14ª giornata | Udinese        | 0 – 0 | Inter | Stadio Friuli\| Arbitro: \| Pieri (Genova) \| |
| Arbitro:                          | Pieri (Genova) |       |       |                                               |

| Arbitro: | Longhi (Roma) |

|                      |           |            |
| Chiarenza 19’ (aut.) | Marcatori | 69’ Virdis |

#### Girone di ritorno
| Udine 16 gennaio 1983 16ª giornata | Udinese       | 0 – 0 | Napoli | Stadio Friuli\| Arbitro: \| Redini (Pisa) \| |
| Arbitro:                           | Redini (Pisa) |       |        |                                              |

| Cagliari 23 gennaio 1983 17ª giornata | Cagliari         | 0 – 0 | Udinese | Stadio Sant'Elia\| Arbitro: \| Vitali (Bologna) \| |
| Arbitro:                              | Vitali (Bologna) |       |         |                                                    |

| Udine 30 gennaio 1983 18ª giornata | Udinese          | 0 – 0 | Fiorentina | Stadio Friuli\| Arbitro: \| Altobelli (Roma) \| |
| Arbitro:                           | Altobelli (Roma) |       |            |                                                 |

| Torino 6 febbraio 1983 19ª giornata | Torino                | 0 – 0 | Udinese | Stadio Comunale\| Arbitro: \| Ballerini (La Spezia) \| |
| Arbitro:                            | Ballerini (La Spezia) |       |         |                                                        |

| Arbitro: | Benedetti (Roma) |

|                       |           |                   |
| Edinho 21’ Pulici 75’ | Marcatori | 68’ (aut.) Edinho |

| Arbitro: | Pieri (Genova) |

|                                         |           |  |
| Platini 9’, 63’ Boniek 80’ Tardelli 87’ | Marcatori |  |

| Arbitro: | Menegali (Roma) |

|                   |           |              |
| Edinho 55’ (rig.) | Marcatori | 50’ Briaschi |

| Verona 13 marzo 1983 23ª giornata | Verona           | 0 – 0 | Udinese | Stadio Marcantonio Bentegodi\| Arbitro: \| Vitali (Bologna) \| |
| Arbitro:                          | Vitali (Bologna) |       |         |                                                                |

| Roma 20 marzo 1983 24ª giornata | Roma          | 0 – 0 | Udinese | Stadio Olimpico\| Arbitro: \| Redini (Pisa) \| |
| Arbitro:                        | Redini (Pisa) |       |         |                                                |

| Arbitro: | Bergamo (Livorno) |

|                                |           |                 |
| Virdis 9’ Edinho 25’ Miano 59’ | Marcatori | 36’ (rig.) Moro |

| Pisa 10 aprile 1983 26ª giornata | Pisa            | 0 – 0 | Udinese | Stadio Arena Garibaldi\| Arbitro: \| Menegali (Roma) \| |
| Arbitro:                         | Menegali (Roma) |       |         |                                                         |

| Arbitro: | Pezzella (Frattamaggiore) |

|  |           |                                    |
|  | Marcatori | 17’, 59’, 89’ Francis 86’ Maggiora |

| Arbitro: | Esposito (Torre del Greco) |

|                              |           |                     |
| Edinho 22’ (rig.) Pulici 41’ | Marcatori | 90’ (aut.) Cattaneo |

| Arbitro: | Pieri (Genova) |

|           |           |            |
| Juary 53’ | Marcatori | 3’ Gerolin |

| Arbitro: | Paparesta (Bari) |

|                   |           |           |
| Edinho 16’ (rig.) | Marcatori | 4’ Limido |

### Coppa Italia

#### Settimo girone
| Arbitro: | Lanese (Messina) |

|  |           |                        |
|  | Marcatori | 35’ Gerolin 74’ Papais |

| Arbitro: | Pairetto (Torino) |

|               |           |                        |
| Cinquetti 16’ | Marcatori | 36’ Gerolin 79’ Edinho |

| Arbitro: | Bianciardi (Siena) |

|                        |           |                |
| Causio 36’, 44’ (rig.) | Marcatori | 32’ Cavagnetto |

| Arbitro: | Angelelli (Terni) |

|             |           |  |
| Baldini 57’ | Marcatori |  |

| Arbitro: | Bergamo (Livorno) |

|                |           |                            |
| De Giorgis 75’ | Marcatori | 68’ Bergomi 86’ Beccalossi |

## Statistiche

### Statistiche di squadra
| Competizione | Punti | In casa | In casa | In casa | In casa | In casa | In casa | In trasferta | In trasferta | In trasferta | In trasferta | In trasferta | In trasferta | Totale | Totale | Totale | Totale | Totale | Totale | DR |
| Competizione | Punti | G       | V       | N       | P       | Gf      | Gs      | G            | V            | N            | P            | Gf           | Gs           | G      | V      | N      | P      | Gf     | Gs     | DR |
| ------------ | ----- | ------- | ------- | ------- | ------- | ------- | ------- | ------------ | ------------ | ------------ | ------------ | ------------ | ------------ | ------ | ------ | ------ | ------ | ------ | ------ | -- |
| Serie A      | 32    | 15      | 3       | 11      | 1       | 14      | 14      | 15           | 3            | 9            | 3            | 11           | 15           | 30     | 6      | 20     | 4      | 25     | 29     | -4 |
| Coppa Italia |       | 2       | 1       | 0       | 1       | 3       | 3       | 3            | 2            | 0            | 1            | 4            | 2            | 5      | 3      | 0      | 2      | 7      | 5      | +2 |
| Totale       |       | 17      | 4       | 11      | 2       | 17      | 17      | 18           | 5            | 9            | 4            | 15           | 17           | 35     | 9      | 20     | 6      | 32     | 34     | -2 |

### Statistiche dei giocatori
Fonte:
Sono in corsivo i calciatori ceduti a stagione in corso.
| Giocatore      | Serie A  | Serie A | Serie A     | Serie A    | Coppa Italia | Coppa Italia | Coppa Italia | Coppa Italia | Totale   | Totale | Totale      | Totale     |
| Giocatore      | Presenze | Reti    | Ammonizioni | Espulsioni | Presenze     | Reti         | Ammonizioni  | Espulsioni   | Presenze | Reti   | Ammonizioni | Espulsioni |
| -------------- | -------- | ------- | ----------- | ---------- | ------------ | ------------ | ------------ | ------------ | -------- | ------ | ----------- | ---------- |
| F. Borin       | 10       | -11     | ?           | ?          | -            | -            | -            | -            | 10       | -11    | 0+          | 0+         |
| C. Cattaneo    | 28       | 0       | ?           | ?          | 1            | 0            | ?            | ?            | 29       | 0      | ?           | ?          |
| F. Causio      | 27       | 3       | ?           | ?          | 5            | 2            | ?            | ?            | 32       | 5      | ?           | ?          |
| A. Cecotti     | 3        | 0       | ?           | ?          | 3            | 0            | ?            | ?            | 6        | 0      | ?           | ?          |
| V. Chiarenza   | 16       | 0       | ?           | ?          | -            | -            | -            | -            | 16       | 0      | 0+          | 0+         |
| R. Corti       | 21       | -18     | ?           | ?          | 5            | -5           | ?            | ?            | 26       | -23    | ?           | ?          |
| G. De Giorgis  | 12       | 0       | ?           | ?          | 5            | 1            | ?            | ?            | 17       | 1      | ?           | ?          |
| C. Della Corna | -        | -       | -           | -          | -            | -            | -            | -            | -        | -      | -           | -          |
| Edinho         | 30       | 7       | ?           | ?          | 5            | 1            | ?            | ?            | 35       | 8      | ?           | ?          |
| D. Galparoli   | 30       | 0       | ?           | ?          | 5            | 0            | ?            | ?            | 35       | 0      | ?           | ?          |
| M. Gerolin     | 25       | 1       | ?           | ?          | 5            | 2            | ?            | ?            | 30       | 3      | ?           | ?          |
| D. Lanaro      | -        | -       | -           | -          | 4            | 0            | ?            | ?            | 4        | 0      | 0+          | 0+         |
| G. Masolini    | -        | -       | -           | -          | 1            | 0            | ?            | ?            | 1        | 0      | 0+          | 0+         |
| M. Mauro (II)  | 26       | 1       | ?           | ?          | 5            | 0            | ?            | ?            | 31       | 1      | ?           | ?          |
| P. Miano       | 29       | 1       | ?           | ?          | 5            | 0            | ?            | ?            | 34       | 1      | ?           | ?          |
| A. Orazi       | 19       | 1       | ?           | ?          | 2            | 0            | ?            | ?            | 21       | 1      | ?           | ?          |
| F. Pancheri    | 3        | 0       | ?           | ?          | 4            | 0            | ?            | ?            | 7        | 0      | ?           | ?          |
| G. Papais      | 4        | 0       | ?           | ?          | 5            | 1            | ?            | ?            | 9        | 1      | ?           | ?          |
| P. Pulici      | 26       | 5       | ?           | ?          | 5            | 0            | ?            | ?            | 31       | 5      | ?           | ?          |
| F. Siviero     | 1        | 0       | ?           | ?          | 4            | 0            | ?            | ?            | 5        | 0      | ?           | ?          |
| I. Šurjak      | 29       | 2       | ?           | ?          | 1            | 0            | ?            | ?            | 30       | 2      | ?           | ?          |
| A. Tesser      | 26       | 1       | ?           | ?          | -            | -            | -            | -            | 26       | 1      | 0+          | 0+         |
| P. Virdis      | 16       | 2       | ?           | ?          | -            | -            | -            | -            | 16       | 2      | 0+          | 0+         |